# 武汉建银大厦
30°35′48″N 114°16′17″E / 30.596752°N 114.271303°E
武汉建银大厦（英語：Wuhan CCB Tower），位于武汉市建设大道与新华路路口，是20世界90年代建设大道金融街最早建成的摩天大楼之一，也是当时武汉全市石材装修投入最大、档次要求最高的一项工程，总投资16亿元，建成时是中国内地银行系统最高的大楼，时至今日仍是中国建设银行湖北省分行办公大楼兼营业部、金库。大楼共50层，高208.68米，配备东芝电梯。